# Aetheolirion stenolobium
Aetheolirion stenolobium là một loài thực vật có hoa trong họ Commelinaceae. Loài này được Forman mô tả khoa học đầu tiên năm 1962.